# Silvio Pellico
Silvio Pellico (Saluzzo, 1789 — Turim, 31 de janeiro de 1854) foi um escritor e dramaturgo italiano.

## Biografia
Depois de estudar em Pinerolo e Torino, dirigiu-se a Lyon, na França, para fazer tratativas comerciais.
No seu retorno a Itália em 1809, estabeleceu-se em Milão. Depois de travar relações com o poeta Vincezo Monti e com o escritor Niccolò Foscolo, mais conhecido como Ugo Foscolo, a partir de 1812 começou a escrever, especialmente para o teatro. Suas peças tinham por base estilística a tragédia clássica, mas muito identificadas com um conteúdo romântico.
Seu profundo sentimento liberal e republicano levou-o à prisão em 1820, sob a acusação de pertencer à Carbonária. Julgado, foi sentenciado à morte, mas sua pena foi comutada para 15 anos de prisão em regime forçado, a serem cumpridos na Fortaleza de Špilberk, na Morávia. Recebendo o perdão do Imperador, foi libertado em 1830 e dirigiu-se para Turim, onde permaneceu durante algum tempo no Palazzo Barolo como hóspede do casal Barolo, retirando-se completamente das atividades políticas, e mesmo dos círculos literários.
Passou a viver de um cargo de bibliotecário, que conseguiu graças à interferência da Marquesa de Barolo. Entretanto, jamais esqueceu de suas experiências como prisioneiro, as quais transmitiu em sua obra mais memorável, Le mie prigioni, de 1832.
Silvio Pellico faleceu em Turim, no dia 31 de janeiro de 1854.

## Obra
- Francesca de Rimini (1814)
- Le mie prigioni (1832)